# Hirnschaden
Hirnschaden, Hirnverletzung oder Hirnschädigung ist ein Sammelbegriff für verschiedene Funktionsstörungen des Gehirns. Einerseits werden Hirnschäden danach beurteilt, ob das gesamte Gehirn oder nur bestimmte Regionen betroffen sind. Andererseits werden sie nach ihren Ursachen (wie inneren und äußeren) sowie nach dem Kriterium eingeteilt, ob es sich um bleibende Funktionsstörungen handelt oder eine Reversibilität gegeben ist.
Ein Schaden, der direkt im Gehirn entstanden ist (wie durch Gewalteinwirkung, raumfordernde Tumoren oder Infarkte), wird als primär bezeichnet und von den sekundären Hirnschäden als Auswirkungen weiterer Funktionsstörungen unterschieden. Die primären Hirnschäden werden nach ihrer Lokalisierbarkeit in fokale und diffuse unterteilt.
Zu den äußeren Ursachen gehören Gewebeschäden durch Läsionen. Hirnblutungen können ebenfalls durch mechanische Einwirkung ausgelöst werden. All dies wird unter dem Begriff Schädel-Hirn-Trauma zusammengefasst.
Zu den inneren Ursachen gehören Störungen der Blutversorgung des Gehirns (Ischämie), die zu einem Sauerstoffmangel (Hypoxie) führen und durch einen Schlaganfall, Herzinfarkt oder Herz-Kreislauf-Stillstand verursacht sein können. Auch Ertrinken oder Ersticken führen zu „hypoxischen Hirnschäden“. Krankhafte Veränderungen des Gehirns können außerdem durch entzündliche Gehirnkrankheiten wie Hirnhautentzündung (Meningitis), Gehirnentzündung (Enzephalitis), durch Vergiftungen oder durch einen Hirntumor hervorgerufen werden.
Von Enzephalopathie, die meist das gesamte Gehirn betrifft, spricht man, wenn die Selbstregulation der Prozesse im Gehirn gestört ist, zum Beispiel wenn die Neurotransmitter ihre Funktion nicht erfüllen.
In der Kinderheilkunde werden Hirnschäden, die zu Bewegungsstörungen führen, unter dem Begriff kindliche bzw. frühkindliche Hirnschädigung zusammengefasst.